# Encomienda de Villel
La Encomienda de Villel fue una encomienda primero templaria y después hospitalaria con sede en Villel que incluía además las localidades de Villastar, Libros y Ríodeva. Estaba situada entre el Rincón de Ademuz (Reino de Valencia) y la Comunidad de Teruel (Reino de Aragón), siendo parte de este último reino.
Los templarios emprendieron proyectos de colonización y repoblación con cristianos aragoneses y de otros orígenes en esta encomienda. Las cartas puebla de algunas localidades de esta encomienda fueron escritas en aragonés. No obstante, en Villel quedó una importante población musulmana.
Cuando por orden papal la Orden del Temple fue disuelta a comienzos del siglo XIV la encomiendo de Villel fue una de las comandas templeras que presentaron resistencia al ejército de Jaime II de Aragón. Sin embargo, el Castillo de Villel terminó capitulando.
Las Crónicas de los Jueces de Teruel narra:

Fue cercada Villuel que era del Temple. (1307, versión BAR).

Fue cercada Villel porque se estrujo el Temple. (1307, versión B).

Fueron estroidos los templeros. (1307, versión A).

En esti año fue destruido el Temple et el Papa Juan XXII dio la sentencia en Viana et fizieron estrado et vestidos de duelo porque destruian tan alta orden et fueron vestidos de maregas; aquel año fueron sobre Villel et todos los otros lugares de los templeros destruidos et cercados. (1307, versión AHT, la més tardana).

La bula del 2 de mayo del año 1313 dispuso que las propiedades europeas de los templarios pasaran a depender de la Orden del Hospital. El rey Jaime II de Aragón pretendió agregar las propiedades templarias al patrimonio real y nombró administradores para las diferentes encomiendas en el año 1312. Después de negociaciones, las encomiendas templarias situadas en el Reino de Aragón y en Cataluña pasaron a los Hospitalarios. El crecimiento territorial de la orden fue tan grande que tuvieron que hacer una reorganización administrativa y crear la Castellanía de Amposta el 26 de julio de 1319 para las anteriores encomiendas templarias que en el Reino de Aragón, como era el caso de la Encomienda de Villel.
En el fogaje de 1495 todavía se menciona a la Encomienda de Villel.
Por el menos en ciertos periodos temporales también ha pertenecido a la Encomienda de Villel la localidad de Cabronciello, que a comienzos del siglo XIX era una simple partida del término de Riodeva.